# Halldór Hermannsson
Halldór Hermannsson, född 6 januari 1878 i Rangárvellir, död 28 augusti 1958, var en isländsk bibliograf.
Halldór blev student 1898, anställdes 1899 av Willard Fiske för att katalogisera dennes isländska boksamling, som efter Fiskes död tillföll Cornell University i Ithaca, där Halldór 1905 blev bibliotekarie och 1920 utnämndes till professor i nordiska språk. Han utgav "Islandica" (14 band), mest av bibliografiskt innehåll: katalog över samlingen, förteckning på isländskt tryck under tidigare skeden och isländska författare (1913). Hans verk utmärkas för noggrannhet och grundlig sakkunskap.